# Stictoptera subobliquana
Stictoptera subobliquana är en fjärilsart som beskrevs av Embrik Strand 1917. Stictoptera subobliquana ingår i släktet Stictoptera och familjen nattflyn. Inga underarter finns listade i Catalogue of Life.